# La madre (película de 2023)
La madre (título original en inglés: The Mother) es una película dramática de acción estadounidense dirigida por Niki Caro con un guion de Misha Green, Andrea Berloff y Peter Craig, a partir de una historia de Green. La película está protagonizada por Jennifer López, Joseph Fiennes, Omari Hardwick y Gael García Bernal.
The Mother fue estrenada el 12 de mayo de 2023 por Netflix.

## Sinopsis
Mientras huye de asaltantes peligrosos, una ex asesina sale de su escondite para proteger a la hija separada que dejó antes en su vida.

## Reparto
- Jennifer Lopez como La madre[3]
- Joseph Fiennes como Adrian Lovell
- Omari Hardwick como William Cruise
- Gael García Bernal como Héctor Álvarez
- Paul Raci como Jons
- Lucy Paez como Zoe
- Jesse Garcia como Tarantula
- Yvonne Senat Jones como Sonya
- Edie Falco como Eleanor Williams

## Producción
En febrero de 2021, se anunció que Jennifer Lopez se había unido al elenco de la película, con la dirección de Niki Caro, a partir de un guion de Misha Green y Andrea Berloff, con Netflix elegido para distribuir.
En septiembre de 2021, se anunció que Joseph Fiennes, Omari Hardwick, Gael García Bernal, Paul Raci y Lucy Paez se habían unido al elenco de la película. En octubre de 2021, Jesse Garcia e Yvonne Senat Jones se unieron al elenco de la película.
La fotografía principal comenzó en Vancouver el 4 de octubre de 2021. El 11 de enero de 2022, la filmación se suspendió debido al brote de la variante COVID.
En marzo de 2022, el rodaje tuvo lugar en la isla española de Gran Canaria, utilizando el casco antiguo de Las Palmas de Gran Canaria como ciudad de Cuba. El Gabinete Literario, allí ubicado, fue utilizado como casino. El sur de la isla también fue elegido para filmar una fiesta en una villa.